# Purpurellus
Purpurellus là một chi ốc biển, là động vật thân mềm chân bụng sống ở biển thuộc họ Muricidae, họ ốc gai.

## Các loài
Các loài thuộc chi Purpurellus bao gồm:
- Purpurellus gambiensis (Reeve, 1845)[2]
- Purpurellus macleani (Emerson & D'Attilio, 1969)[3]
- Purpurellus pinniger (Broderip, 1833)[4]